# H.O.R.S.E.
H.O.R.S.E. ist eine Pokervariante, bei der fünf Pokerarten nacheinander in Rotation gespielt werden. Alle Varianten werden hierbei in Fixed-Limit-Form gespielt. Die Spielart wird üblicherweise gewechselt, sobald der Dealer-Button eine Runde beendet hat oder eine vorgegebene Anzahl an Händen gespielt worden ist.

## Pokervarianten
Der Name leitet sich als Akronym von den fünf verschiedenen Pokervarianten ab:
- H: Texas Hold’em
- O: Omaha Hold’em Hi-Lo
- R: Razz
- S: Seven Card Stud
- E: Seven Card Stud (Hi-Lo, Eight or better)[1]

## Geschichte
Bei der World Series of Poker am Las Vegas Strip war das 50.000 US-Dollar teure H.O.R.S.E.-Event bis 2009 das Turnier mit dem höchsten Buy-in und neben dem Main Event, bei dem nur No Limit Texas Hold’em gespielt wird, das prestigeträchtigste Turnier, da es den Spielern Allround-Fähigkeiten abverlangte. Seit 2010 wird bei dem Turnier mindestens 8-Game gespielt.